# Jason Derülo (album)
Albums de Jason Derulo
Future History
(2011)
Singles
1. Whatcha Say
Sortie : 4 août 2009
2. In My Head
Sortie : 8 décembre 2009
3. Ridin' Solo
Sortie : 26 avril 2010
4. What If
Sortie : 9 août 2010
5. The Sky's the Limit
Sortie : 15 novembre 2010

Jason Derülo est le premier album studio du chanteur américain éponyme. Il est sorti le 26 février 2010. Derulo a enregistré plus de trois cents chansons qu'il a réduit au nombre des 9 qui apparaissent sur l'album. "Je voulais être sûr d'avoir quelque chose de spécial qui puisse perdurer et être indémodable" a-t-il déclaré. Jason Derülo a écrit ou coécrit chaque titre de l'album, produit par Rotem, qui a également travaillé en collaboration avec Rihanna, Leona Lewis ou encore Rick Ross.

## Liste des pistes
| No | Titre               | Durée |
| -- | ------------------- | ----- |
| 1. | Whatcha Say         | 03:42 |
| 2. | Ridin'Solo          | 03:38 |
| 3. | In My Head          | 03:21 |
| 4. | The Sky's the Limit | 04:02 |
| 5. | What If             | 03:19 |
| 6. | Love Hangover       | 03:18 |
| 7. | Encore              | 03:43 |
| 8. | Fallen              | 04:03 |
| 9. | Blind               | 03:47 |

| 10. | Strobelight (« International Bonus Track »)                                     |  |
| 11. | Whatcha Say (Version francaise, Feat. Fanny J, « iTunes bonus track francais ») |  |

| 10. | Strobelight (« International Bonus Track »)                                                      | 03:00 |
| 11. | Queen Of Hearts (Bonus track iTunes et japonais)                                                 | 04:02 |
| 12. | Whatcha Say (Acoustic Version, Bonus track pour l'iTunes Deluxe Edition et la version japonaise) | 03:42 |

## Classement et certifications

### Album
| Année | Album                                                    | Classement des ventes | Classement des ventes | Classement des ventes | Classement des ventes | Classement des ventes | Classement des ventes | Classement des ventes | Classement des ventes | Classement des ventes | Certifications          |
| Année | Album                                                    | É-U                   | AUS                   | CAN                   | IRE                   | P-B                   | N-Z                   | SUE                   | SUI                   | R-U                   | Certifications          |
| ----- | -------------------------------------------------------- | --------------------- | --------------------- | --------------------- | --------------------- | --------------------- | --------------------- | --------------------- | --------------------- | --------------------- | ----------------------- |
| 2010  | Jason Derülo - 1er album studio - Réalisé le 2 mars 2010 | 11                    | 4                     | 9                     | 10                    | 30                    | 5                     | 59                    | 13                    | 8                     | - AUS: Or - R-U: Argent |

### Singles
| Année | Titre       | Meilleure position | Meilleure position | Meilleure position | Meilleure position | Meilleure position | Meilleure position | Meilleure position | Meilleure position | Meilleure position | Meilleure position | Certifications                    | Album        |
| Année | Titre       | U.S.               | AUS                | CAN                | DAN                | IRE                | N-Z                | NOR                | SUE                | SUI                | R-U                | Certifications                    | Album        |
| ----- | ----------- | ------------------ | ------------------ | ------------------ | ------------------ | ------------------ | ------------------ | ------------------ | ------------------ | ------------------ | ------------------ | --------------------------------- | ------------ |
| 2009  | Whatcha Say | 1                  | 5                  | 3                  | 7                  | 5                  | 1                  | 7                  | 4                  | 5                  | 3                  | - É-U: 3 × Platine - N-Z: Platine | Jason Derülo |
| 2010  | In My Head  | 5                  | 1                  | 2                  | 20                 | 3                  | 2                  | 6                  | 13                 | 20                 | 1                  | - É-U: Platine                    | Jason Derülo |
| 2010  | Ridin' Solo | 33                 | 6                  | 55                 | —                  | 5                  | 23                 | —                  | —                  | 45                 | 2                  | —                                 | Jason Derülo |